# Lâm Khánh
Lâm Khánh là một sĩ quan cấp cao trong [[Quân đội Nhân dân Việt Nam], Giáo sư, Tiến sĩ, hàm Thiếu tướng, hiện là Phó giám đốc Bệnh viện Trung ương Quân đội 108.

## Thân thế và sự nghiệp
Năm 1987, Tốt nghiệp Bác sĩ tại Học viện Quân Y.
Hiện ông là Thiếu Tướng, Phó Giám đốc Bệnh viện Trung ương Quân đội 108, Phó chủ tịch hội đồng giám định Y khoa – Bộ Quốc phòng, là Chuyên viên Kỹ thuật của Cục Quân Y và là Ủy viên ban chấp hành Hội Điện quang và Y học hạt nhân Việt Nam. Ông được phong học hàm Phó Giáo sư vào năm 2012, Giáo sư vào năm 2022  và thăng quân hàm Thiếu tướng vào năm 2021.